# Andy Haden
Pour les articles homonymes, voir Andy et Haden.
Pas d'image ? Cliquez ici

a Compétitions nationales et continentales officielles uniquement.

b Matchs officiels uniquement.
Dernière mise à jour le 21 novembre 2013.
Andrew Maxwell Haden dit Andy Haden (né le 26 septembre 1950 à Wanganui – mort le 29 juillet 2020 à Auckland) est un joueur néo-zélandais de rugby à XV qui jouait au poste de deuxième ligne.

## Biographie
Andy Haden joue pour l'équipe d'Auckland. Il effectue son premier test match avec les All-Blacks le 18 juin 1977 à l’occasion d’un match contre les Lions britanniques. Son dernier test match officiel est effectué contre l'Argentine, le 2 novembre 1985. Haden dispute un match avec un XV mondial en 1977 contre l'Afrique du Sud. Il termine sa carrière internationale par une tournée en Afrique du Sud avec les cavaliers de Nouvelle-Zélande (sélection non officielle). Il a également joué pour le Stadoceste tarbais en 1re division française de rugby.

## Statistiques en équipe nationale
- 41 test matchs avec les All-Blacks
- 8 points (2 essais)
- 117 matchs avec les All-Blacks
- Sélections par années :  6 en  1977, 7 en 1978, 5 en 1979, 4 en 1980, 7 en 1981, 3 en 1982, 5 en 1983, 2 en 1984, 2 en 1985